# Milaan-San Remo 1939
De wielerwedstrijd Milaan-San Remo 1939 werd gereden op 18 maart 1939. Het parcours van deze 32e editie bedroeg een afstand van 281,5 kilometer. 
De wedstrijd werd gewonnen door Gino Bartali, gevolgd door Aldo Bini en Osvaldo Bailo.

## Deelnemende ploegen
| Deelnemende teams | Deelnemende teams   | Deelnemende teams | Deelnemende teams      |
| ----------------- | ------------------- | ----------------- | ---------------------- |
| Bianchi           | Il Littoriale       | Frejus            | Gloria                 |
| Ganna             | Lygie               | Legnano           | Maino                  |
| UC Modenese       | France Sport-Wolber | Wolsit            | Dopolavoro Fiat Torino |
| Tellini           | La Voce di Mantova  | SC Vigor Torino   | OND Novi Ligure        |
| US Azzini         | Olympia             | Genova            |                        |

## Uitslag
| Milaan–San Remo 1939 |                   |                     |          |
| Plaats               | Naam              | Ploeg               | Tijd     |
| Winnaar              | Gino Bartali      | Legnano             | 7u31'46" |
| 2                    | Aldo Bini         | Bianchi             | z.t.     |
| 3                    | Osvaldo Bailo     | Bianchi             | z.t.     |
| 4                    | Pietro Chiappini  | Maino               | z.t.     |
| 5                    | Mario Vicini      | Lygie               | z.t.     |
| 6                    | Mario Ricci       | Maino               | +2'11"   |
| 7                    | Cino Cinelli      | Fréjus              | +2'25"   |
| 8                    | Pierino Favalli   | Legnano             | z.t.     |
| 9                    | Adriano Vignoli   | Lygie               | +3'09"   |
| 10                   | Glauco Servadei   | Ganna               | +4'14"   |
| 11                   | Olimpio Bizzi     | Fréjus              | z.t.     |
| 12                   | Cesare Del Cancia | Ganna               | z.t.     |
| 13                   | Bernardo Rogora   | Gloria              | z.t.     |
| 14                   | Settimio Simonini | Il Littoriale       | z.t.     |
| 15                   | Guerrino Lunardon | Bianchi             | +5'22"   |
| 16                   | Mario Cipriani    | Bianchi             | z.t.     |
| 17                   | Charles Berty     | France Sport-Wolber | +6'05"   |
| 18                   | Diego Marabelli   | Bianchi             | z.t.     |
| 19                   | Salvatore Crippa  | Wolsit              | z.t.     |
| 20                   | Guerrino Tomasoni | Fréjus              | z.t.     |

1907 · 1908 · 1909 · 1910 · 1911 · 1912 · 1913 · 1914 · 1915 · 1916 · 1917 · 1918 · 1919 · 1920 · 1921 · 1922 · 1923 · 1924 · 1925 · 1926 · 1927 · 1928 · 1929 · 1930 · 1931 · 1932 · 1933 · 1934 · 1935 · 1936 · 1937 · 1938 · 1939 · 1940 · 1941 · 1942 · 1943 · 1944 · 1945 · 1946 · 1947 · 1948 · 1949 · 1950 · 1951 · 1952 · 1953 · 1954 · 1955 · 1956 · 1957 · 1958 · 1959 · 1960 · 1961 · 1962 · 1963 · 1964 · 1965 · 1966 · 1967 · 1968 · 1969 · 1970 · 1971 · 1972 · 1973 · 1974 · 1975 · 1976 · 1977 · 1978 · 1979 · 1980 · 1981 · 1982 · 1983 · 1984 · 1985 · 1986 · 1987 · 1988 · 1989 · 1990 · 1991 · 1992 · 1993 · 1994 · 1995 · 1996 · 1997 · 1998 · 1999 · 2000 · 2001 · 2002 · 2003 · 2004 · 2005 · 2006 · 2007 · 2008 · 2009 · 2010 · 2011 · 2012 · 2013 · 2014 · 2015 · 2016 · 2017 · 2018 · 2019 · 2020 · 2021 · 2022 · 2023 · 2024 · 2025
Lijst van beklimmingen